# پنجره جوهری
یکی از الگوهای بسیار جالب و مورد توجه در تصویر کردن سطوح آگاهی در رفتار انسانی پنجرهٔ جوهری است. این نام از ابتدای اسامی کوچک دو روان شناس - «جوزف لوفت» و «هری اینگهام» که مدل را طراحی کرده‌اند گرفته شده است. این مدل پیوند فرد با اشخاص دیگر را در چهار خانه نشان می‌دهد که این چهار خانه هریک خانه‌ای از یک پنجرهٔ بزرگ است. اندازهٔ هر خانه نشان دهندهٔ آگاهی - به‌وسیلهٔ خود فرد یا به‌وسیلهٔ دیگران - از رفتار، احساسات و انگیزه‌های خود است. این خانه‌ها موارد زیر را بیان می‌کنند:

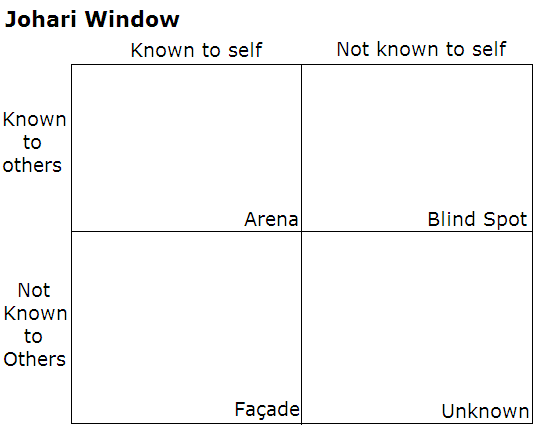
پنجرهٔ جوهری

- منطقهٔ گشوده که نشان‌دهندهٔ جنبه‌هایی از شخصیت فرد است که توسط او و توسط دیگران معلوم است.
- منطقهٔ کور که نشان‌دهندهٔ جنبه‌هایی از شخصیت فرد است که برای دیگران شناخته شده است ولی برای خود فرد ناشناخته است.
- منطقهٔ پنهان که نشان‌دهندهٔ جنبه‌هایی از شخصیت فرد است که برای خود فرد شناخته شده است ولی برای دیگران ناشناخته است.
- منطقهٔ ناشناخته که نشان‌دهندهٔ جنبه‌هایی از شخصیت فرد است که نه برای خود فرد شناخته شده است و نه برای دیگران.

مطابق مدل پنجره جوهری هر قدر ناحیه عمومی افراد گسترده‌تر شود، توان برقراری ارتباطی آنها بیشتر، انعطاف پذیری در سبک رهبری آنها گسترده تر و حالات من آنها وسیع تر می‌شود زیرا در این ناحیه طرفین شناخت دارند و امکان بروز تضاد، ضعیف است. پس افراد برای افزایش توان ارتباطی خود باید ناحیه عمومی را گسترش دهند. راهکارهای گسترش ناحیه عمومی عبارت اند از:
1- افشا یا خودگشودگی
افشا یا خودگشودگی یعنی این که فرد (در اینجا مدیر) پیرامون خودش اطلاعات منتشر کند. لازم به ذکر است که افشا باید به موقع و طرفینی باشد یعنی اگر در فرایند ارتباطات فقط یک طرف اقدام به خودگشودگی نماید و دیگری آن را انجام ندهد ارتباط برقرار نمی‌شود. افشا باعث پیشروی ناحیه عمومی در خصوصی می‌شود و ناحیه خصوصی را کوچک می کند.
2- بازخور
بازخور باعث گسترش ناحیه عمومی در ناحیه کور می شود.